# Sergio Rivera
Sergio Estuardo Rivera Hernández (Ciudad de Guatemala; 28 de noviembre de 1955) es un exfutbolista guatemalteco y jugó los Juegos Olímpicos de Montreal 1976.
En marzo de 2015 sufrió un infarto, fue trasladado a un hospital y afortunadamente salió estable.

## Trayectoria
Los equipos en que militó, son considerados los tres más grandes de su país (Municipal, Aurora y Comunicaciones).

## Selección nacional
Fue llamado con la selección de Guatemala en varios torneos internacionales. Logró estar en 46 encuentros y anotó 3 goles con su selección.

### Participaciones en Juegos Olímpicos
| Torneo                   | Sede     | Resultado     |
| ------------------------ | -------- | ------------- |
| Juegos Olímpicos de 1976 | Montreal | Primera ronda |

## Clubes
| Club           | País      | Año       |
| -------------- | --------- | --------- |
| Municipal      | Guatemala | 1975-1977 |
| Aurora         | Guatemala | 1978-1979 |
| Comunicaciones | Guatemala | 1980-1985 |
| Municipal      | Guatemala | 1985-1988 |
| Aurora         | Guatemala | 1989-1990 |

## Palmarés

### Títulos nacionales
| Título                    | Equipo         | País      | Año     |
| ------------------------- | -------------- | --------- | ------- |
| Liga Nacional             | Municipal      | Guatemala | 1976    |
| Copa Campeón de Campeones | Municipal      | Guatemala | 1977    |
| Liga Nacional             | Aurora         | Guatemala | 1978    |
| Liga Nacional             | Comunicaciones | Guatemala | 1981    |
| Liga Nacional             | Comunicaciones | Guatemala | 1982    |
| Copa Nacional             | Comunicaciones | Guatemala | 1983    |
| Copa Campeón de Campeones | Comunicaciones | Guatemala | 1983    |
| Liga Nacional             | Comunicaciones | Guatemala | 1985    |
| Liga Nacional             | Municipal      | Guatemala | 1987    |
| Liga Nacional             | Municipal      | Guatemala | 1988-89 |

### Títulos internacionales
| Título                           | Equipo         | País      | Año  |
| -------------------------------- | -------------- | --------- | ---- |
| Copa Fraternidad Centroamericana | Municipal      | Guatemala | 1977 |
| Copa Fraternidad Centroamericana | Aurora         | Honduras  | 1979 |
| Copa Fraternidad Centroamericana | Comunicaciones | Guatemala | 1983 |